# Заниград
Заниград (словен. Zanigrad) — поселення в общині Копер, Регіон Обално-крашка, Словенія. Висота над рівнем моря: 267,4 м.